# Finn Wolfhard
Finn Michael Wolfhard (Vancouver, 2002. december 23.)  kanadai színész és szinkronszínész. Legismertebb filmes szerepei Mike Wheeler a 2016 óta a Netflixen futó Stranger Things című sorozatban és Richie Tozier a 2017-ben Stephen King világsikerű 1986-os regénye alapján készült Az című horrorfilmben.

## Gyermekkora
Finn a kanadai Vancouverben született egy francia, német és zsidó felmenőkkel rendelkező családban. Katolikus iskolába járt. Édesapja, Eric Wolfhard a kanadai őslakosság kutatója; míg testvére, Nick Wolfhard szintén színész.

## Pályafutása
Első színészi megbízatását a Craigslist amerikai hirdetési oldalon szerezte meg. 2014-ben debütált a televíziók képernyőjén Zoran karakterében A visszatérők című sorozatban, majd Jordie Pinskyt alakította az Odaát című horror és fantasysorozatban.
2016-ban főszerepet kapott a Netflixen indult Stranger Things című sci-fi sorozatban, amelyért világszerte kiérdemelte a kritikusok dicséreteit. Egy kisfilmen keresztül, otthonról betegen jelentkezett a szerepre. 2017-ben a sorozat szereplőgárdája Screen Actors Guild-díjat vehetett át legjobb szereplőgárda (drámasorozat) kategóriában.
2017-ben Richie Tozier karakterében feltűnt a szeptember 8-án bemutatott Az című, Stephen King regénye alapján készült horrorfilmben. Wolfhard a Netflix 2019-ben debütáló húsz epizódos Carmen Sandiego című animációs sorozatában Player szinkronhangja lesz.
Wolfhard több videóklipben is vendégszerepelt: feltűnt a kanadai pop rock zenekar, a PUP Guilt Trip (2014) és Sleep in the Heat (2016) című dalához készült kisfilmekben. 2017-ben rendezőként és vendégszereplőként is szerepelt a Spendtime Palace Sonora című videóklipjében.

### Zene
A színészkedés mellett Finn zenészként is tevékenykedik. A Calpurnia elnevezésű alternatív zenét játszó zenekar énekese volt. Az együttes egy EP-t jelentetett meg  2019. november 8-án feloszlottak. 2017 novemberében szerződtek le a Royal Mountain Records lemezkiadóhoz. 2019-től a The Aubreys együttes tagja.

## Filmográfia

### Film

#### Színészként
| Év   | Magyar cím                           | Eredeti cím                                 | Szerep                     | Magyar hang        |
| ---- | ------------------------------------ | ------------------------------------------- | -------------------------- | ------------------ |
| 2013 |                                      | Aftermath (rövidfilm)                       | Charles fiatalon           |                    |
| 2013 | The Resurrection (rövidfilm)         |                                             |                            |                    |
| 2017 | Az                                   | IT                                          | Richie Tozier              | Berecz Kristóf Uwe |
| 2018 |                                      | Howard Lovecraft and the Kingdom of Madness | Herbert West (hangja)      |                    |
| 2018 | Kutya egy nyár                       | Dog Days                                    | Tyler                      | Berecz Kristóf Uwe |
| 2019 | Az – Második fejezet                 | IT: Chapter Two                             | Richie Tozier fiatalon     | Berecz Kristóf Uwe |
| 2019 | Az Aranypinty                        | The Goldfinch                               | Boris Pavlikovsky fiatalon | Kretz Boldizsár    |
| 2019 | Addams Family – A galád család       | The Addams Family                           | Mopszli Addams (hangja)    | Kálmán Barnabás    |
| 2020 | A fordulat                           | The Turning                                 | Miles Fairchild            |                    |
| 2020 | Omniboat: A Fast Boat Fantasia       |                                             |                            |                    |
| 2020 |                                      | Rules for Werewolves (rövidfilm)            | Bobert                     |                    |
| 2021 | Mielőtt mindennek vége               | How it Ends                                 | Ezra                       | Baráth István      |
| 2021 | Szellemirtók – Az örökség            | Ghostbusters: Afterlife                     | Trevor Spengler            | Miller Dávid       |
| 2022 | Ha végeztél a világ megmentésével    | When You Finish Saving the World            | Ziggy Katz                 | Bogdán Gergő       |
| 2022 | Pinokkió                             | Guillermo del Toro’s Pinocchio              | Kanóc (hangja)             | Kretz Boldizsár    |
| 2023 |                                      | Hell of a Summer                            | Chris                      |                    |
| 2024 | Szellemirtók – A borzongás birodalma | Ghostbusters: Frozen Empire                 | Trevor Spengler            | Miller Dávid       |
| 2024 | Saturday Night: A kezdetek           | Saturday Night                              | egy NBC dolgozó            | Kretz Boldizsár    |
| TBA  |                                      | The Legend of Ochi                          | TBA                        |                    |

#### Rendezőként
| Év   | Magyar cím | Eredeti cím  | Megjegyzések                               |
| ---- | ---------- | ------------ | ------------------------------------------ |
| 2017 |            | Sonora       | a Spendtime Palace videóklipje, főszereplő |
| 2020 |            | Night Shifts | rövidfilm, melyet ő is írt                 |

### Televízió
| Év        | Magyar cím              | Eredeti cím                               | Szerep                              | Megjegyzések                               |
| --------- | ----------------------- | ----------------------------------------- | ----------------------------------- | ------------------------------------------ |
| 2014      | A visszatérők           | The 100                                   | Zoran                               | Epizód: "Many Happy Returns"               |
| 2015      | Odaát                   | Supernatural                              | Jordie Pinsky                       | Epizód: "Thin Lizzie"                      |
| 2016–     | Stranger Things         | Stranger Things                           | Mike Wheeler                        | Főszereplő, 34 epizód                      |
| 2017      |                         | Young Math Legends                        | Gauss fiatalon                      | Epizód: "Young Gauss"                      |
| 2017      | Playback párbaj         | Lip Snyc Battle                           | Önmaga                              | Epizód: "The Cast of Stranger Things"      |
| 2019-2021 | Carmen, a mestertolvaj  | Carmen Sandiego                           | játékos                             | 20 epizód                                  |
| 2020      |                         | Carmen Sandiego: To Steal or Not to Steal | játékos                             | animációs tévéfilm                         |
| 2020      | Mosoly Zrt.             | Smiling Friends                           | A falban élő ember / Bliblie (hang) | Epizód: "Desmond's Big Day Out"            |
| 2020      |                         | JJ Villard's Fairy Tales                  | Boypunzel / Manpunzel (hang)        | Epizód: "Boypunzel"                        |
| 2020      |                         | Home Movie: The Princess Bride            | Inigo Montoya                       | Epizód: "Chapter Four: Battle Of The Wits" |
| 2020-2022 |                         | Duncanville                               | Jeremy/Norman (hang)                | Epizód: "Das Banana Boot"                  |
| 2023      | Scott Pilgrim rákapcsol | Scott Pilgrim Takes Off                   | tinédzser Scott Pilgrim (hang)      | Epizód: "Ramona Rents a Video"             |

### Websorozat
| Év   | Cím                   | Szerep | Megjegyzések                                                              |
| ---- | --------------------- | ------ | ------------------------------------------------------------------------- |
| 2017 | Guest Grumps          | Önmaga | 2 epizód                                                                  |
| 2017 | SuperMega             | Önmaga | Epizód: "Cooking with Finn Wolfhard"                                      |
| 2018 | Ten Minute Power Hour | Önmaga | Epizód: "Yeti in my Spaghetti (ft. Finn Wolfhard & Jacksepticeye)"        |
| 2019 | Brawl with the Stars  | Önmaga | Epizód: "Brawl with the Stars (feat. Finn Wolfhard and Caleb McLaughlin)" |
| 2020 | HeadGum               | Önmaga | Epizód: "Off Days: Games (w/Finn Wolfhard!)"                              |

### Videóklipek
| Év   | Előadó           | Cím                            | Megjegyzések               |
| ---- | ---------------- | ------------------------------ | -------------------------- |
| 2012 | Facts            | "Retro Oceans"                 |                            |
| 2013 | Hey Ocean        | "Change"                       |                            |
| 2014 | PUP              | "Guilt Trip"                   | fiatal Stefan Babcock      |
| 2016 | PUP              | "Sleep In the Heat"            | fiatal Stefan Babcock      |
| 2017 | Spendtime Palace | "Sonora"                       | Társ-rendező és főszereplő |
| 2018 | Ninja Sex Party  | "Danny Don't You Know?"        | fiatal Dan Avidan          |
| 2019 | Weezer           | "Take On Me"                   | fiatal Rivers Cuomo        |
| 2019 | Mike Tompkins    | "The Addams Family Snap-Along" | önmaga (és Pugsley Addams) |
| 2020 | The Aubreys      | "Getting Better (Otherwise)"   | Miles Fairchild és önmaga  |
| 2020 | The Aubreys      | "Loved One"                    | önmaga                     |
| 2020 | The Aubreys      | "Smoke Bomb"                   | önmaga                     |

## Podcastok
| Év   | Cím                 | Szerep                    | Megjegyzések                                        | Forr.  |
| ---- | ------------------- | ------------------------- | --------------------------------------------------- | ------ |
| 2020 | SModcast            | Önmaga                    | Epizód: "426: The Stranger Thing About Finn"        | [ 20 ] |
| 2020 | Review Revue        | Önmaga                    | Trampoline Parks (w/ Finn Wolfhard!)                | [ 21 ] |
| 2020 | Elara Radio 25_25   | Önmaga (társ-műsorvezető) | 25_25 with Finn Wolfhard & Billy Bryk Ep 001        | [ 22 ] |
| 2020 | If I Were You       | Önmaga                    | Telling Time (w/Finn Wolfhard and Billy Bryk!)      | [ 23 ] |
| 2020 | Lackluster Video    | Önmaga (társ-műsorvezető) | 10 epizód                                           | [ 24 ] |
| 2020 | Review Revue        | Önmaga                    | Mall Santas (w/ Finn Wolfhard and Billy Byrk!)      | [ 25 ] |
| 2021 | The Headgum Podcast | Önmaga                    | Bombard Wolfhard (w/ Finn Wolfhard & Billy Bryk!)   | [ 26 ] |
| 2022 | The A24 Podcast     | Önmaga                    | Strange Adolescence with Sadie Sink & Finn Wolfhard | [ 27 ] |

## Hangoskönyvek
| Év   | Cím                              | Szerep     | Író             | Forr.  |
| ---- | -------------------------------- | ---------- | --------------- | ------ |
| 2020 | When You Finish Saving the World | Ziggy Katz | Jesse Eisenberg | [ 28 ] |

## Diszkográfia

### aCalpurniatagjaként

#### Albumok
| Cím        | Részletek |
| ---------- | --- |
| Scout (EP) | Megjelenés: 2018. június 15. Kiadó: Royal Mountain Records (US/CA), paradYse, Transgressive Records (UK/EU) Formátum: Digitális letöltés, CD, vinyl |

#### Feldolgozások
- Pixies - "Where Is My Mind (2017)
- Twin Peaks - "Wanted You" (2017)
- Mac DeMarco - "My Kind of Woman" (2017)
- Weezer - "El Scorcho" (2017)
- New Order - "Age of Consent" (2017)
- Weezer - "Say It Ain't So" (2018)
- Shocking Blue - "Love Buzz" (2019)
- Television - "Marquee Moon" (2019)
- A-ha - "Take On Me" (2019)

### aThe Aubreystagjaként

#### Albumok
| Cím             | Részletek                                                                                        |
| --------------- | ------------------------------------------------------------------------------------------------ |
| Soda & Pie (EP) | Megjelenés: 2020. március 13. Kiadó: AWAL (US/CA/UK/EU) Formátum: Digitális letöltés, streamelés |
| Karaoke Alone   | Megjelenés: 2021. november 5. Kiadó: AWAL (US/CA/UK/EU) Formátum: Digitális letöltés, streamelés |

#### Kislemezek
- "Getting Better (Otherwise)" (2020)
- "Loved One" (2020)
- "Smoke Bomb" (2020)
- "No Offerings" (2021) közösen a Lunar Vacation-nel
- "Sand in My Bed" (2021)
- "Karoke Alone" (2021)

## Díjak és elismerések
| Év   | Díj                             | Kategória | Jelölés tárgya            | Eredmény | Forr.  |
| ---- | ------------------------------- | --- | ------------------------- | -------- | ------ |
| 2017 | Teen Choice Awards              | Kedvenc új TV sztár | Stranger Things           | Jelölve  | [ 29 ] |
| 2017 | Young Artist Award              | Legjobb alakítás TV sorozatban | Stranger Things           | Jelölve  | [ 30 ] |
| 2017 | Screen Actors Guild-díj         | Legjobb szereplőgárda (drámasorozat) | Stranger Things           | Elnyerte | [ 31 ] |
| 2018 | Screen Actors Guild-díj         | Legjobb szereplőgárda (drámasorozat) | Stranger Things           | Jelölve  | [ 32 ] |
| 2018 | MTV Movie & TV Awards           | MTV Movie Award a legjobb csókért (Megosztva: Millie Bobby Brown)                                                                                  | Stranger Things           | Jelölve  | [ 33 ] |
| 2018 | MTV Movie & TV Awards           | MTV Movie Award a legjobb csapatnak (Megosztva: Sophia Lillis, Jaeden Martell, Jack Dylan Grazer, Wyatt Oleff, Jeremy Ray Taylor és Chosen Jacobs) | AZ                        | Elnyerte | [ 33 ] |
| 2018 | MTV Movie & TV Awards           | MTV Movie Award a legjobb csapatnak (Megosztva: Gaten Matarazzo, Caleb McLaughlin, Noah Schnapp és Sadie Sink)                                     | Stranger Things           | Jelölve  | [ 33 ] |
| 2018 | Teen Choice Awards              | A legjobb Sci-Fi/Fantasy tévés színész | Stranger Things           | Jelölve  | [ 34 ] |
| 2019 | Teen Choice Awards              | A nyár tévés felfedezettje | Stranger Things           | Jelölve  | [ 35 ] |
| 2019 | People’s Choice Awards          | Az év férfi tévés sztárja | Stranger Things           | Jelölve  | [ 36 ] |
| 2020 | Screen Actors Guild-díj         | Legjobb szereplőgárda (drámasorozat) | Stranger Things           | Jelölve  | [ 37 ] |
| 2020 | Atlanta Shortfest-díj           | Legjobb rendező | Night Shifts              | Elnyerte | [ 38 ] |
| 2021 | Nickelodeon Kids’ Choice Awards | Kedvenc televíziós színész | Stranger Things           | Jelölve  | [ 39 ] |
| 2022 | Szaturnusz-díj                  | Legjobb fiatal színész | Szellemirtók – Az örökség | Elnyerte | [ 40 ] |
| 2023 | Nickelodeon Kids’ Choice Awards | Kedvenc televíziós színész (családi műsor) | Stranger Things           | Elnyerte | [ 41 ] |

## Fordítás
- Ez a szócikk részben vagy egészben  a   Finn Wolfhard című angol Wikipédia-szócikk ezen változatának fordításán alapul.  Az eredeti cikk szerkesztőit annak laptörténete sorolja fel. Ez a jelzés csupán a megfogalmazás eredetét és a szerzői jogokat jelzi, nem szolgál a cikkben szereplő információk forrásmegjelöléseként.